# Medina pavida
Medina pavida är en tvåvingeart som först beskrevs av Robineau-desvoidy 1863.  Medina pavida ingår i släktet Medina och familjen parasitflugor.
Artens utbredningsområde är Frankrike. Inga underarter finns listade i Catalogue of Life.